# Austrian Football League 2011
Die Austrian Football League 2011 ist die 27. Spielzeit der höchsten österreichischen Spielklasse der Männer im American Football. Sie begann am 19. März 2011 mit dem Spiel der Prague Panthers gegen die Black Lions aus Kärnten (28:42) und endete am 23. Juni 2011 mit einem Sieg der Swarco Raiders Tirol gegen die Raiffeisen Vikings Vienna (23:13) in der Austrian Bowl XXVII vor einer österreichischen Rekordkulisse von 9.634 Zusehern im Wiener Ernst-Happel-Stadion.
Im Vergleich zur AFL der 26. Spielzeit gab es im Gegensatz zu den vorhergegangenen Jahren kaum strukturelle Veränderungen. Vor allem aber der aus finanziellen Gründen erfolgte Ausstieg der Generali Invaders aus St. Pölten und der damit verbundenen Reduktion von acht auf sieben Teams bedingte eine Änderung des Spielplanes.
Auf Grund der in Österreich stattfindenden Weltmeisterschaft wird der Grunddurchgang wie auch bereits 2010 in einem leicht abgekürztem Modus gespielt. Wobei in den sieben Spielwochen jedes Team drei Heimspiele absolvieren wird. Die besten vier Teams des Grunddurchganges nehmen an den Playoffs teil, wobei die ersten beiden Heimrecht besitzen. Dessen Sieger spielen in der Austrian Bowl um den österreichischen Staatsmeistertitel.
Nachdem im Jahr zuvor der ORF kaum von der AFL berichtet hatte, wurden in dieser Saison wieder Spiele live in Fernsehen übertragen. Neben zwei Grunddurchgangsspielen und dem Austrian Bowl XXVII, war auch der Charity Bowl 2011 im Fernsehen zu sehen sein.

## Teams
- Black Lions (Klagenfurt)
- Danube Dragons (Wien)
- Graz Giants (Graz)
- Prague Panthers (Prag)
- Raiffeisen Vikings Vienna (Wien)
- Salzburg Bulls (Salzburg)
- Swarco Raiders Tirol (Innsbruck)

## Tabelle
| AFL 2011 | AFL 2011                  | AFL 2011 | AFL 2011 | AFL 2011 | AFL 2011 | AFL 2011 | AFL 2011 | AFL 2011 | AFL 2011 |
|          | Team                      | Sp       | S        | U        | N        | Pct      | P35+     | P35−     | Diff     |
| -------- | ------------------------- | -------- | -------- | -------- | -------- | -------- | -------- | -------- | -------- |
| 1        | Swarco Raiders Tirol      | 6        | 5        | 0        | 1        | 0,833    | 194      | 55       | +139     |
| 2        | Raiffeisen Vikings Vienna | 6        | 5        | 0        | 1        | 0,833    | 189      | 52       | +137     |
| 3        | Turek Graz Giants         | 6        | 5        | 0        | 1        | 0,833    | 190      | 98       | +92      |
| 4        | Danube Dragons            | 6        | 3        | 0        | 3        | 0,500    | 137      | 116      | +21      |
| 5        | Prague Panthers           | 6        | 2        | 0        | 4        | 0,333    | 116      | 160      | −18      |
| 6        | Black Lions               | 6        | 1        | 0        | 5        | 0,167    | 53       | 188      | −135     |
| 7        | Salzburg Bulls            | 6        | 0        | 0        | 6        | 0,000    | 35       | 245      | −210     |

Legende: Sp = Spiele, S = Siege, U = Unentschieden, N = Niederlagen, Pct = Winning Percentage,

P35+= erzielte Punkte (max. 35 mehr als gegnerische), P35− = zugelassene Punkte (max. 35 mehr als eigene), Diff = Differenz

 Qualifikation für die Play-offs mit Heimrecht,
 Qualifikation für die Play-offs

## Spielplan
| Datum                 | Kickoff | Heim                      | Ergebnis   | Auswärts                  | Stadion                                           |
| --------------------- | ------- | ------------------------- | ---------- | ------------------------- | ------------------------------------------------- |
| Woche 1               |         |                           |            |                           |                                                   |
| 19. März              | 18:30   | Black Lions               | 6:36       | Prague Panthers           | Sportzentrum Poggersdorf, Poggersdorf             |
| 20. März              | 15:00   | Raiffeisen Vikings Vienna | 65:7       | Salzburg Bulls            | Trainingszentrum Ravelinstraße, Wien              |
| 2. April              | 14:00   | Graz Giants               | 20:34      | Swarco Raiders Tirol      | ASKÖ-Stadion Eggenberg, Graz                      |
| Woche 2               |         |                           |            |                           |                                                   |
| 26. März              | 15:00   | Swarco Raiders Tirol      | 48:0       | Black Lions               | Tivoli-Neu, Innsbruck                             |
| 27. März              | 14:00   | Prague Panthers           | 0:47       | Raiffeisen Vikings Vienna | Slavia Stadion, Prag                              |
| Woche 3               |         |                           |            |                           |                                                   |
| 9. April              | 14:00   | Graz Giants               | 21:14      | Raiffeisen Vikings Vienna | UPC-Arena, Graz                                   |
| 9. April              | 15:00   | Danube Dragons            | 42:6       | Black Lions               | Stadion Stadlau, Wien                             |
| 10. April             | 13:00   | Prague Panthers           | 7:38       | Swarco Raiders Tirol      | Slavia Stadion, Prag                              |
| Woche 4               |         |                           |            |                           |                                                   |
| 16. April             | 15:00   | Danube Dragons            | 17:20      | Graz Giants               | Stadion Stadlau, Wien                             |
| 17. April             | 15:00   | Raiffeisen Vikings Vienna | 28:24      | Swarco Raiders Tirol      | Hohe Warte, Wien                                  |
| 17. April             | 15:00   | Salzburg Bulls            | 6:49       | Black Lions               | Trainingsplatz Lieferinger SV, Salzburg Liefering |
| Woche 5               |         |                           |            |                           |                                                   |
| 23. April             | 18:00   | Danube Dragons            | 38:21      | Prague Panthers           | Stadion Stadlau, Wien                             |
| 25. April             | 15:00   | Salzburg Bulls            | 16:52      | Graz Giants               | Trainingsplatz Lieferinger SV, Salzburg Liefering |
| 25. April             | 16:00   | Black Lions               | 0:41       | Raiffeisen Vikings Vienna | Stadion Villach Lind, Villach                     |
| Woche 6               |         |                           |            |                           |                                                   |
| 30. April             | 18:00   | Black Lions               | 0:42       | Graz Giants               | Stadion Villach Lind, Villach                     |
| 1. Mai                | 15:00   | Prague Panthers           | 79:0       | Salzburg Bulls            | Slavia Stadion, Prag                              |
| 1. Mai                | 15:00   | Swarco Raiders Tirol      | 28:0       | Danube Dragons            | Tivoli-Neu, Innsbruck                             |
| Woche 7               |         |                           |            |                           |                                                   |
| 15. Mai               | 15:00   | Salzburg Bulls            | 6:80       | Danube Dragons            | Stadion Stadlau, Wien*                            |
| Woche 8               |         |                           |            |                           |                                                   |
| 21. Mai               | 16:00   | Graz Giants               | 43:17      | Prague Panthers           | ASKÖ-Stadion Eggenberg, Graz                      |
| 21. Mai               | 17:00   | Swarco Raiders Tirol      | 81:0       | Salzburg Bulls            | Tivoli-Neu, Innsbruck                             |
| 22. Mai               | 15:00   | Raiffeisen Vikings Vienna | 42:0 (0:4) | Danube Dragons            | Hohe Warte, Wien                                  |
| Play-offs: Halbfinale |         |                           |            |                           |                                                   |
| 11. Juni              | 17:00   | Swarco Raiders Tirol      | 29:0       | Danube Dragons            | Tivoli-Neu, Innsbruck                             |
| 12. Juni              | 15:00   | Raiffeisen Vikings Vienna | 19:14      | Graz Giants               | Hohe Warte, Wien                                  |
| Austrian Bowl XXVII   |         |                           |            |                           |                                                   |
| 23. Juni              | 17:00   | Swarco Raiders Tirol      | 23:13      | Raiffeisen Vikings Vienna | Ernst-Happel-Stadion, Wien                        |

  Blue River Bowl V, in Klammer die bisherige Siegesstatistik

 *  Nach dem Wetterbedingten ausfalls des regulären Spieltermins, haben sich beide Mannschaften schriftlich darauf geeinigt, dass dieses Heimspiel der Bulls im Heimstadion der Dragons ausgetragen wird.

### Finalrunde
|  | Playoffs: Semi-Finals | Playoffs: Semi-Finals     | Playoffs: Semi-Finals |  |  | Austrian Bowl XXVII | Austrian Bowl XXVII       | Austrian Bowl XXVII |
|  |                       |                           |                       |  |  |                     |                           |                     |
|  |                       |                           |                       |  |  |                     |                           |                     |
|  | 2                     | Raiffeisen Vikings Vienna | 19                    |  |  |                     |                           |                     |
|  | 3                     | Graz Giants               | 14                    |  |  |                     |                           |                     |
|  |                       |                           |                       |  |  | 1                   | Swarco Raiders Tirol      | 23                  |
|  |                       |                           |                       |  |  | 2                   | Raiffeisen Vikings Vienna | 13                  |
|  | 1                     | Swarco Raiders Tirol      | 29                    |  |  |                     |                           |                     |
|  | 4                     | Danube Dragons            | 0                     |  |  |                     |                           |                     |
|  |                       |                           |                       |  |  |                     |                           |                     |

#### Austrian Bowl XXVII

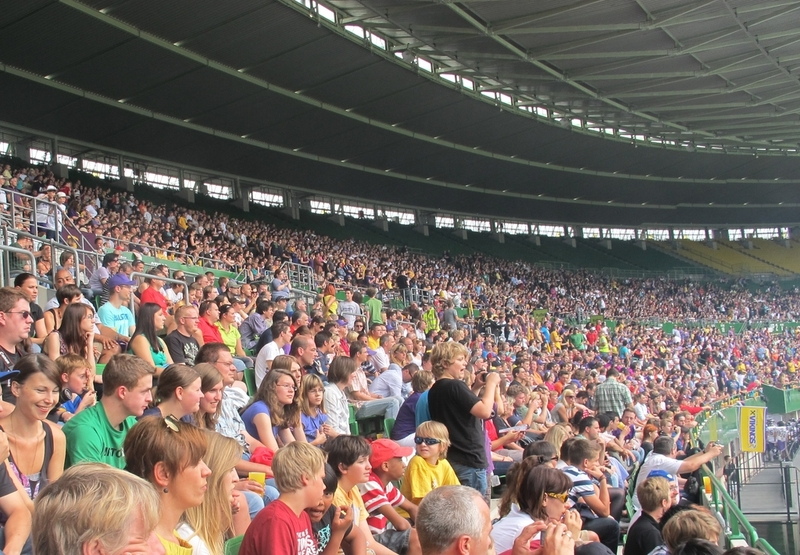
9.634 Zuseher im Ernst-Happel-Stadion. Zu diesem Zeitpunkt American-Football-Rekordkulisse in Österreich.

| Austrian Bowl XXVII – Wien (Ernst-Happel-Stadion, 9.634 Zuschauer) | Austrian Bowl XXVII – Wien (Ernst-Happel-Stadion, 9.634 Zuschauer) | Austrian Bowl XXVII – Wien (Ernst-Happel-Stadion, 9.634 Zuschauer) | Austrian Bowl XXVII – Wien (Ernst-Happel-Stadion, 9.634 Zuschauer) | Austrian Bowl XXVII – Wien (Ernst-Happel-Stadion, 9.634 Zuschauer) | Austrian Bowl XXVII – Wien (Ernst-Happel-Stadion, 9.634 Zuschauer) | Austrian Bowl XXVII – Wien (Ernst-Happel-Stadion, 9.634 Zuschauer) |
| ------------------------------------------------------------------ | ------------------------------------------------------------------ | ------------------------------------------------------------------ | ------------------------------------------------------------------ | ------------------------------------------------------------------ | ------------------------------------------------------------------ | ------------------------------------------------------------------ |
| Team                                                               | Team                                                               | Punkte                                                             | Q1                                                                 | Q2                                                                 | Q3                                                                 | Q4                                                                 |
| Swarco Raiders Tirol                                               | Swarco Raiders Tirol                                               | 23                                                                 | 7                                                                  | 6                                                                  | 7                                                                  | 3                                                                  |
| Raiffeisen Vikings Vienna                                          | Raiffeisen Vikings Vienna                                          | 13                                                                 | 0                                                                  | 6                                                                  | 7                                                                  | 0                                                                  |
| Raiders                                                            | Vikings                                                            | Spieler                                                            | Spielzug                                                           | Spielzug                                                           | Spielzug                                                           | Spielzug                                                           |
| 7                                                                  | 0                                                                  | Talib Wise                                                         | 23-Yard Pass von Kyle Callahan (PAT Christian Kellner)             | 23-Yard Pass von Kyle Callahan (PAT Christian Kellner)             | 23-Yard Pass von Kyle Callahan (PAT Christian Kellner)             | 23-Yard Pass von Kyle Callahan (PAT Christian Kellner)             |
| 7                                                                  | 3                                                                  | Peter Kramberger                                                   | 32-Yard Field Goal                                                 | 32-Yard Field Goal                                                 | 32-Yard Field Goal                                                 | 32-Yard Field Goal                                                 |
| 13                                                                 | 3                                                                  | Talib Wise                                                         | 5-Yard Lauf (PAT Christian Kellner failed)                         | 5-Yard Lauf (PAT Christian Kellner failed)                         | 5-Yard Lauf (PAT Christian Kellner failed)                         | 5-Yard Lauf (PAT Christian Kellner failed)                         |
| 13                                                                 | 6                                                                  | Peter Kramberger                                                   | 29-Yard Field Goal                                                 | 29-Yard Field Goal                                                 | 29-Yard Field Goal                                                 | 29-Yard Field Goal                                                 |
| 20                                                                 | 6                                                                  | Talib Wise                                                         | 17-Yard Lauf (PAT Christian Kellner)                               | 17-Yard Lauf (PAT Christian Kellner)                               | 17-Yard Lauf (PAT Christian Kellner)                               | 17-Yard Lauf (PAT Christian Kellner)                               |
| 20                                                                 | 13                                                                 | Chauncey Calhoun                                                   | 27-Yard Pass von Christoph Gross (PAT Peter Kramberger)            | 27-Yard Pass von Christoph Gross (PAT Peter Kramberger)            | 27-Yard Pass von Christoph Gross (PAT Peter Kramberger)            | 27-Yard Pass von Christoph Gross (PAT Peter Kramberger)            |
| 23                                                                 | 13                                                                 | Christian Kellner                                                  | 41-Yard Field Goal                                                 | 41-Yard Field Goal                                                 | 41-Yard Field Goal                                                 | 41-Yard Field Goal                                                 |
| MVP: Talib Wise, Raiders                                           |                                                                    |                                                                    |                                                                    |                                                                    |                                                                    |                                                                    |

## Liga-MVPs
Die am Ende der Saison, während der Austrian Bowl XXVII, bekannt gegebenen Liga-MVPs dieser Saison sind:
- Most Valuable Player des Jahres: Chris Gunn (Graz Giants)
- Offense Player des Jahres: Florian Grein (Swarco Raiders Tirol)
- Defense Player des Jahres: John Clements (Swarco Raiders Tirol)
- Youngstar des Jahres: Laurinho Walch (Raiffeisen Vikings Vienna)
- Coach des Jahres: Rick Rhodes (Graz Giants)